# Gare de Lárissa (quartier)
 (signalé en mai 2025).
Si vous disposez d'ouvrages ou d'articles de référence ou si vous connaissez des sites web de qualité traitant du thème abordé ici, merci de compléter l'article en donnant les références utiles à sa vérifiabilité et en les liant à la section « Notes et références ».
- Archive Wikiwix
- Bing
- Cairn
- DuckDuckGo
- E. Universalis
- Gallica
- Google
- G. Books
- G. News
- G. Scholar
- Persée
- Qwant
- (zh) Baidu
- (ru) Yandex
- (wd) trouver des œuvres sur Wikidata

Le quartier gare de Lárissa (en grec moderne : Σταθμός Λαρίσης / Stathmós Larísis), est un quartier d'Athènes en Grèce. Il est 
bordé par les quartiers de la place Victoría, d'Ágios Pandeleímonas, de la place Váthi, de Colone et d'Attikí. Le quartier doit son nom à la gare ferroviaire située en son centre. Il est desservi par la station de métro du même nom, sur la ligne 2 et par des lignes de bus. Les limites géographiques du quartier sont le côté pair de la rue Ipírou, de la rue Acharnón (el) et vers le bas du côté impair de la rue Peoníou, sur le tronçon entre les rues Acharnón et Michaíl Vóda (el). Dans la partie allant de la rue Michaíl Vóda vers le bas, la limite nord du quartier est le côté avec les numéros impairs de la rue Efnárdou et la limite ouest est la rue Domokoú. 
La gare ferroviaire d'Athènes est inaugurée le 8 mars 1904. Le nom de gare de Lárissa lui est donné officieusement parce qu'elle dessert la liaison ferroviaire entre Athènes et Larissa (Thessalie), qui est la ville la plus proche à son extrémité nord ; à cette époque, il n'y a pas de train direct pour Thessalonique, car la ville fait encore partie de l'Empire ottoman. 